# M88 (Bergepanzer)
Der Bergepanzer 1 (Original-Typenbezeichnung der US-Army: M88 Recovery Vehicle) war der zweite Bergepanzer der Bundeswehr. Er hatte die Aufgabe, beschädigtes Gerät zu bergen und zur Instandsetzung abzuschleppen sowie beim Ein- und Ausbau von Triebwerken o. Ä. Kranarbeit zu leisten. Er war der Nachfolger des Bergepanzers M 74, der – auf der Basis des Sherman-Panzers konzipiert – den Anforderungen nach Einführung des Kampfpanzers M48 nicht mehr gewachsen war.

## Geschichte
Entwickelt wurde das Fahrzeug ab 1958 bei der Firma Bowen-McLaughlin-York Inc. Verwendet wurden einige wenige Teile wie Getriebe, Motor, Lauf- und Stützrollen des Kampfpanzers M48 A2, wobei die Wanne selbst nicht identisch mit der des M48 ist.
Die Wanne ist aus Gussstahl und auf jeder Seite mit sechs Laufrollen, drei Stützrollen sowie drei Stoßdämpfern (zwei auf den ersten beiden, einer auf der letzten Laufrolle), Drehstabfederung mit Schwingarmen und Kegelstumpffedern ausgestattet. Die Kette ist länger und breiter als beim Kpz M48.
Der ursprüngliche Motor (vor der Umrüstung auf Diesel) war ein 12-Zylinder-Benzinmotor mit Magnetzündung, einem Hubraum von 29,36 Litern und 850 PS, der aber durch einen Turbolader auf 1050 PS gebracht wurde. Das Fahrzeug ist mit drei Kraftstofftanks ausgestattet, die zusammen etwa 1700 Liter Benzin fassen. Bei schwerem Gelände und mit einem M48 im Schlepp reicht dies für eine Strecke zwischen 50 und 100 Kilometern.
Das Gerät ist mit einer Haupt- und einer Hilfshydraulikanlage ausgerüstet. Die Hilfshydraulik kann mit dem hinten links sitzenden Hilfsmotor, der auch zur Ladung der Batterien und zur Stromversorgung der Heizung und des Anlassers dient, betrieben werden; damit kann der Kranbaum aufgerichtet werden. Der Hilfsmotor lässt sich notfalls mit einem Starterzug von Hand nach dem Rasenmäherprinzip anlassen, so dass das Fahrzeug praktisch nie wegen leerer Batterien liegenbleiben kann.
Planierarbeiten mit dem Räumschild sind nur schwer durchführbar, da das Hydrauliksystem dafür nicht genau genug zu steuern ist. Ohnehin ist der Schild nur zur Abstützung bei Kranarbeiten und als Sporn bei Windenzug gedacht.
Der Kranarm ist nicht schwenkbar, so dass mit dem ganzen Fahrzeug gedreht werden muss, was aufgrund des schwammigen Getriebes höchste Anforderungen an den Fahrer stellt.
Sowohl die Bergewinde als auch die Kranwinde haben keine Zwangsabspulung, d. h. die Kranwinde wird durch das Gewicht der Hakenflasche halbwegs automatisch abgespult, das Hauptwindenseil muss von außen mit geeigneten Mitteln auf Spannung gehalten werden. Die horizontal und quer zur Fahrtrichtung angeordnete Hauptwindentrommel besitzt keine Seilspannvorrichtung und eine nur unzureichende Seilführung.
Bedingt durch den großzügig bemessenen Innenraum und die als luxuriös zu bezeichnende Heizung war das Fahrzeug bei den Besatzungen beliebt.
Nach Fertigung von etwa 1000 Fahrzeugen dieses Typs wurde die Produktion 1964 eingestellt.
Ab 1962 beschaffte die Bundeswehr 125 Stück. Ab 1985 erhielten die Fahrzeuge anstelle des Benzinmotors einen Dieselantrieb (M88 A1) und eine leistungsstärkere Bergewinde.

## Ausrüstung
- Bugwinde max. Zugkraft 45 t
- Krananlage (A-Mast) max. Hakenkraft 25 t
- Stützschild

## Bewaffnung
- 1 Maschinengewehr
  - im Kaliber 12,7 mm (Browning M2) oder
  - MG3 im Kaliber 7,62 × 51 mm
- Nebelmittelwurfanlage